# Dietmar Urmes
Dietmar Urmes (* 1939) ist ein deutscher Lehrer, Autor und Namenskundler.

## Leben
Dietmar Urmes studierte an den Universitäten Münster und Bonn Anglistik und Geographie, bevor er von 1965 bis 2003 an der Höheren Handels- und Fachoberschule in Dorsten (2007 in Paul-Spiegel-Berufskolleg umbenannt) als Lehrer tätig war. Der ursprüngliche Berufswunsch des Bildhauers wich bald einem anhaltenden Interesse für Onomastik und Namensetymologie, welches nach seiner Pensionierung vom Schuldienst in die Veröffentlichung einiger populärwissenschaftlicher Kompendien mündete.
Urmes lebt im Bottroper Stadtbezirk Kirchhellen. Als Beweis für seine Geduld und Zielstrebigkeit kann neben der produktiven Schriftstellertätigkeit auch der sich über 44 Jahre (1968–2012) erstreckende Modellnachbau der Kathedrale von Chartres mit einer halben Million Streichhölzern gelten.

## Bibliografie
- Handbuch der geographischen Namen. Marix Verlag, Wiesbaden 2004, ISBN 3937715703.
- Take it easy: besseres Englisch in schnellen Schritten; etymologische Lerntricks und grammatische Faustregeln. Marix Verlag, Wiesbaden 2005, ISBN 3937715304.
- Etymologisches Namenlexikon: das Herkunftswörterbuch. Marix Verlag, Wiesbaden 2006, ISBN 3865390919.
- Das kleine Namenlexikon. Marix Verlag, Wiesbaden 2007, ISBN 3843802173.
- Von Afterwolf bis Zipperlein: wie die Krankheiten zu ihren Namen kamen. Marix Verlag, Wiesbaden 2008, ISBN 3865391559.
- Wandernde Wörter und Sprachsouvenirs: über die Herkunft und Bedeutung deutscher Begriffe und Redewendungen. Marix Verlag, Wiesbaden 2014, ISBN 3865393462.
- Die Namen berühmter Persönlichkeiten: ihre Herkunft und Bedeutung. Marix Verlag, Wiesbaden 2014, ISBN 3865393918.